# Матильда (книга)
«Матильда» (англ. Matilda) ― книга британского писателя Роальда Даля, опубликованная в 1988 году Джонатаном Кейпом в Лондоне на 232 страницах, с иллюстрациями Квентина Блейка. Она была адаптирована в качестве аудиоверсии, рассказчиком которой выступила актриса Кейт Уинслет, одноименного художественного фильма режиссера Дэнни Девито, двухсерийной программы BBC Radio 4 и мюзикла.
В 2012 году книга заняла 30-е место в опросе «Детские романы всех времен», опубликованном журналом School Library Journal. Это первая из четырех книг Даля, вошедшая в Топ-100. Журнал Time включил «Матильду» в свой список «100 лучших книг для молодежи всех времен». Мировые продажи достигли 17 миллионов экземпляров. В 2016 году продажи выросли до такой степени, что книга стала превосходить другие работы Даля.
На русский язык книга переводилась трижды: в 2002 году Ириной Кастальской, в 2005 году Анатолием Бирюковым и в 2013 году Еленой Суриц.

## Сюжет
В маленькой деревушке в Бакингемшире, в сорока минутах езды на автобусе от Рединга и в 8 милях от клуба Бинго в Эйлсбери, у мистера и миссис Вормвуд родилась дочь по имени Матильда. Она сразу же проявляет удивительную развитость не по годам. Девочка начинает говорить в возрасте одного года и читать в возрасте трех с половиной лет. Она начинает ходить в библиотеку в возрасте четырех лет и переходит к более серьезным произведениям, таким как «Большие надежды» и «Джейн Эйр». Тем не менее, родители игнорируют и оскорбляют ее и полностью отказываются признавать ее способности.
В возрасте пяти с половиной лет Матильда начинает учиться в школе. Там она знакомится с учительницей Дженнифер Хани и становится ее любимицей. Мисс Хани пытается перевести Матильду в более старший класс, но деспотичная директриса, мисс Агата Транчбулл, отказывается от этой идеи. Мисс Хани также пытается поговорить с мистером и миссис Вормвуд об интеллекте их дочери, но они игнорируют ее.
Мисс Транчбулл терроризирует своих учеников жестокими наказаниями, бросая их в темный шкаф под названием «Удавка», который выложен гвоздями и битым стеклом. Когда подруга Матильды, Лаванда разыгрывает Транчбулл, помещая тритона в свой кувшин с водой, Матильда использует неожиданную силу телекинеза, чтобы опрокинуть стакан с водой на директрису.
Матильда рассказывает про свои способности мисс Хани, которая в свою очередь признается, что после того, как ее богатый отец, доктор Магнус Хани, подозрительно умер, она была воспитана жестокой тетей, оказавшейся мисс Транчбулл. Транчбулл удерживает наследство своей племянницы, поэтому мисс Хани приходится жить в нищете в заброшенном фермерском коттедже, а ее зарплата выплачивается на банковский счет мисс Транчбулл в течение первых 10 лет ее преподавательской карьеры. Готовясь отомстить за мисс Хани, Матильда практикуется в телекинезе дома. Позже, во время садистского урока, который преподает мисс Транчбулл, Матильда телекинетически поднимает кусок мела и начинает писать на доске послание, выдавая себя за духа Магнуса. Обращаясь к мисс Транчбулл, Магнус требует, чтобы мисс Транчбулл передала дом мисс Хани и покинула школу, в результате чего та падает в обморок.
На следующий день заместитель директора школы мистер Трилби посещает дом Транчбулл и находит его пустым. Ее больше никогда не видели, а дом и имущество, наконец, по праву мисс Хани. Трилби становится новым директором, доказав, что он способный и добродушный. Он привносит благоприятную атмосферу в школу и улучшает учебную программу. Матильда переходит в класс с 11-летними детьми. К облегчению Матильды, она уже не способна к телекинезу. Мисс Хани объясняет это тем, что она затрачивает всю энергию на учебу в новом классе.
Матильда продолжает регулярно навещать мисс Хани и однажды, вернувшись домой, обнаруживает, что ее родители и старший брат Майкл спешно собирают вещи, чтобы уехать в Испанию. Мисс Хани объясняет это тем, что полиция обвинила мистера Вормвуда в мошенничестве. Матильда просит разрешения жить с мисс Хани, на что ее родители рассеянно соглашаются. Мисс Хани удочеряет Матильду и девочка переезжает в ее дом.

## Вдохновение
Прототипом мистера Вормвуда стал реальный человек из родной деревни Роальда Даля Грейт-Миссенден в Бакингемшире. Библиотека в Грейт-Миссендене послужила источником вдохновения для библиотеки миссис Фелпс, где Матильда читает книги.
Образ Мисс Транчбулл стал собирательным: её характер был основан на женщине по фамилии Пратчетт, которая владела кондитерской в Кардиффе (однажды Даль с друзьями подшутили над ней путём того, что подсунули ей в банку с жевательной резинкой дохлую мышь — вероятно, именно на этом эпизоде была основана сюжетная линия, в которой Лаванда подсовывает в кувшин Мисс Транчбулл живого тритона), внешность была основана на советской легкоатлетке Фаине Мельник.

## Адаптации

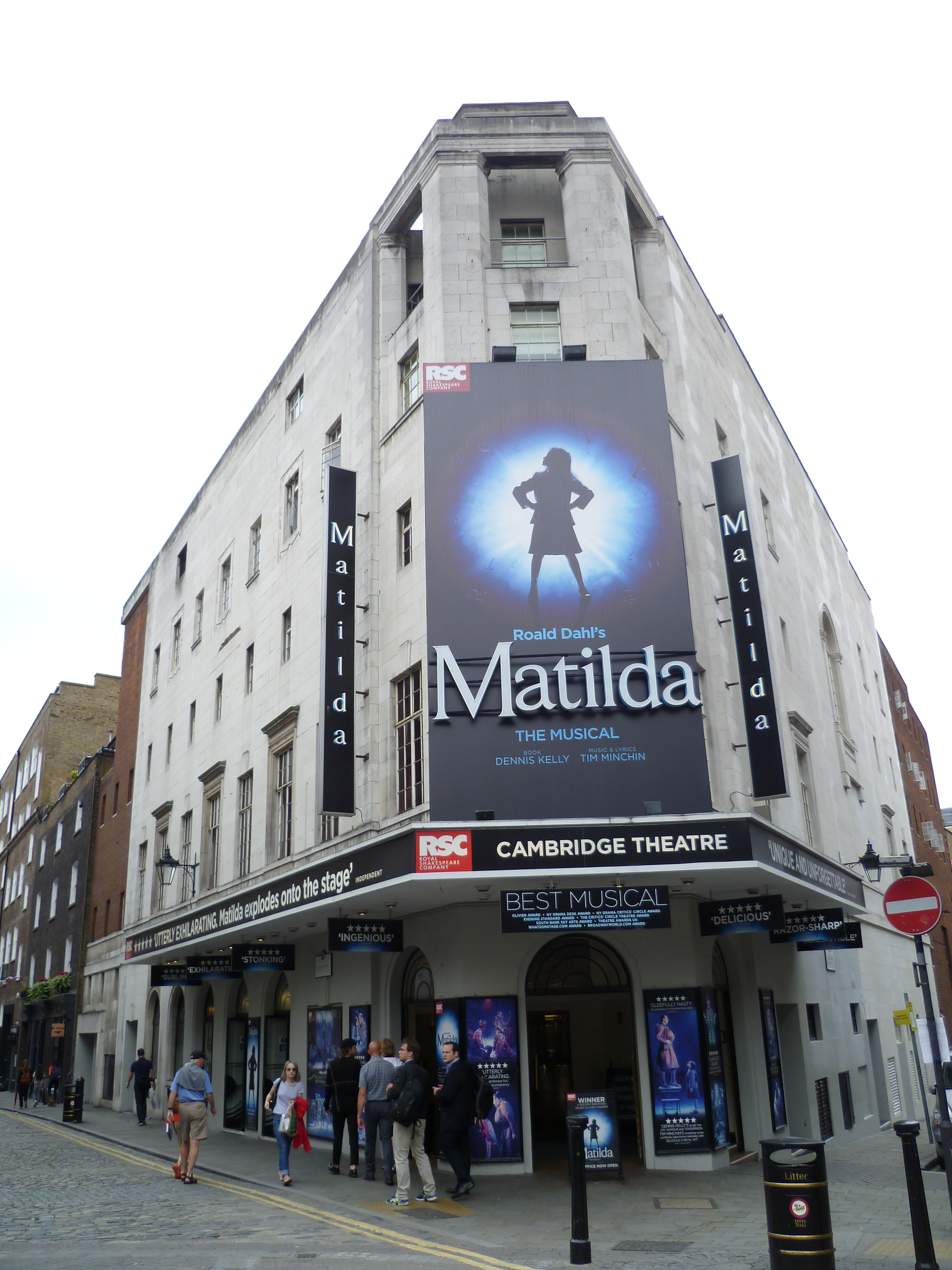
Мюзикл «Матильда»

В 1996 году на экраны вышла экранизация романа. Режиссером стал Дэнни Девито, который также выступил в роли мистера Вормвуда и Рассказчика. Матильду сыграла Мара Уилсон. Фильм стал кассовым хитом и получил признание критиков.На сайте Rotten Tomatoes он имеет оценку 90 %, основанную на 21 отзыве.
В 1990 году театр Редгрейв в Фарнхэме выпустил адаптацию в виде мюзикла, который гастролировал по Великобритании. Отзывы были неоднозначными. Премьера второго мюзикла по заказу Королевской шекспировской компании, состоялась в ноябре 2010 года. Он открылся в Кембриджском театре в Вест-Энде 24 ноября 2011 года. 11 апреля 2013 года он открылся на Бродвее в театре Шуберта. С тех пор мюзикл совершил тур по США и Австралии. Мюзикл стал чрезвычайно популярным среди зрителей и получил высокую оценку критиков. Он стал лауреатом множества премий Оливье в Великобритании и премий Тони в США. Один из критиков назвал его лучшим британским мюзиклом со времен Билли Эллиота.
Актриса Кейт Уинслет записала англоязычную аудиокнигу. В 2014 году Американская библиотечная ассоциация включила ее в шорт-лист премии Одиссея за лучшее исполнение аудиокниги.
27 ноября 2018 года стало известно, что канал Netflix адаптирует «Матильду» в качестве анимационного сериала.